# 24 de março
24 de março é o 83.º dia do ano no calendário gregoriano (84.º em anos bissextos). Faltam 282 dias para acabar o ano.

## Eventos históricos

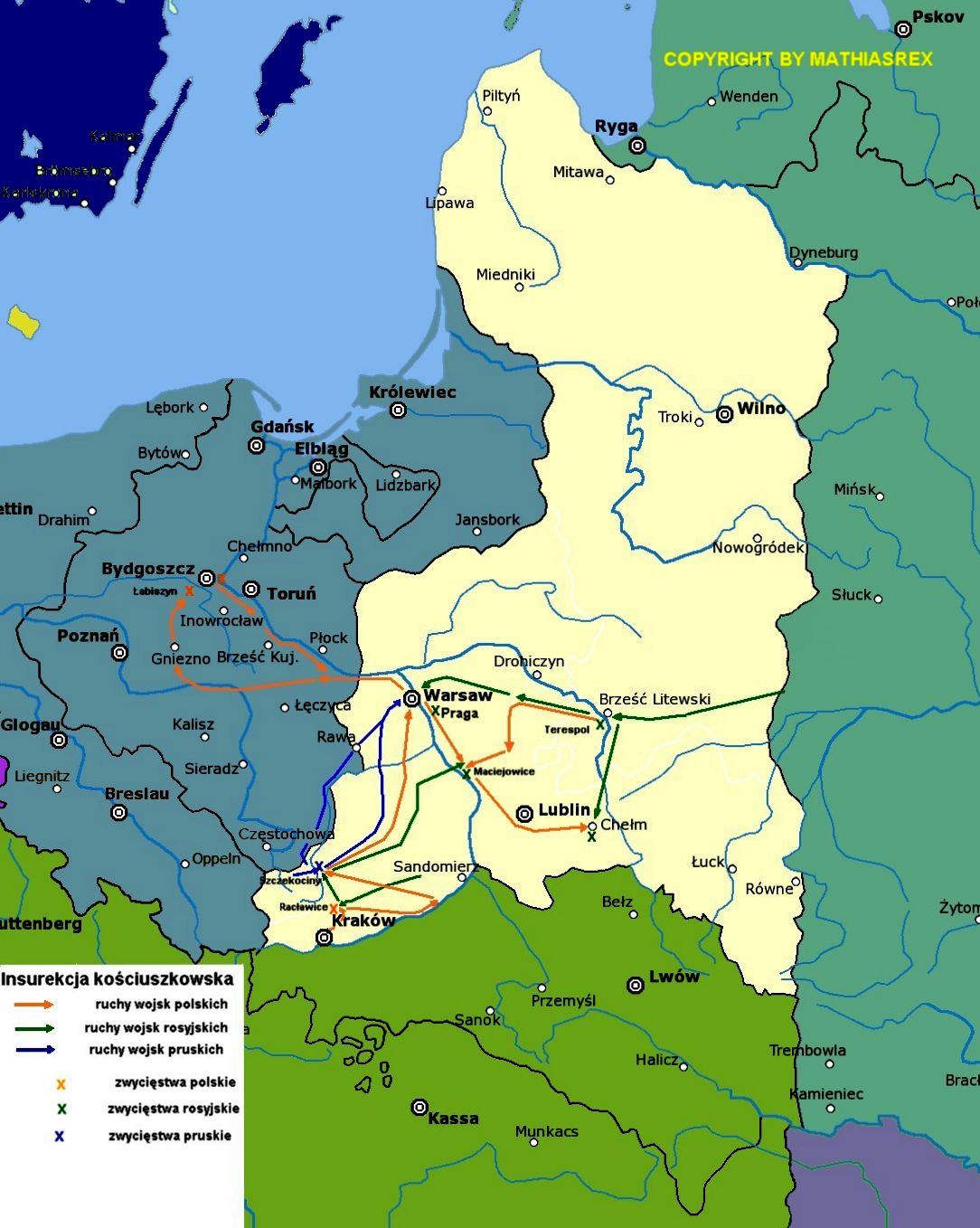
1794: Polônia durante a Revolta de Kościuszko

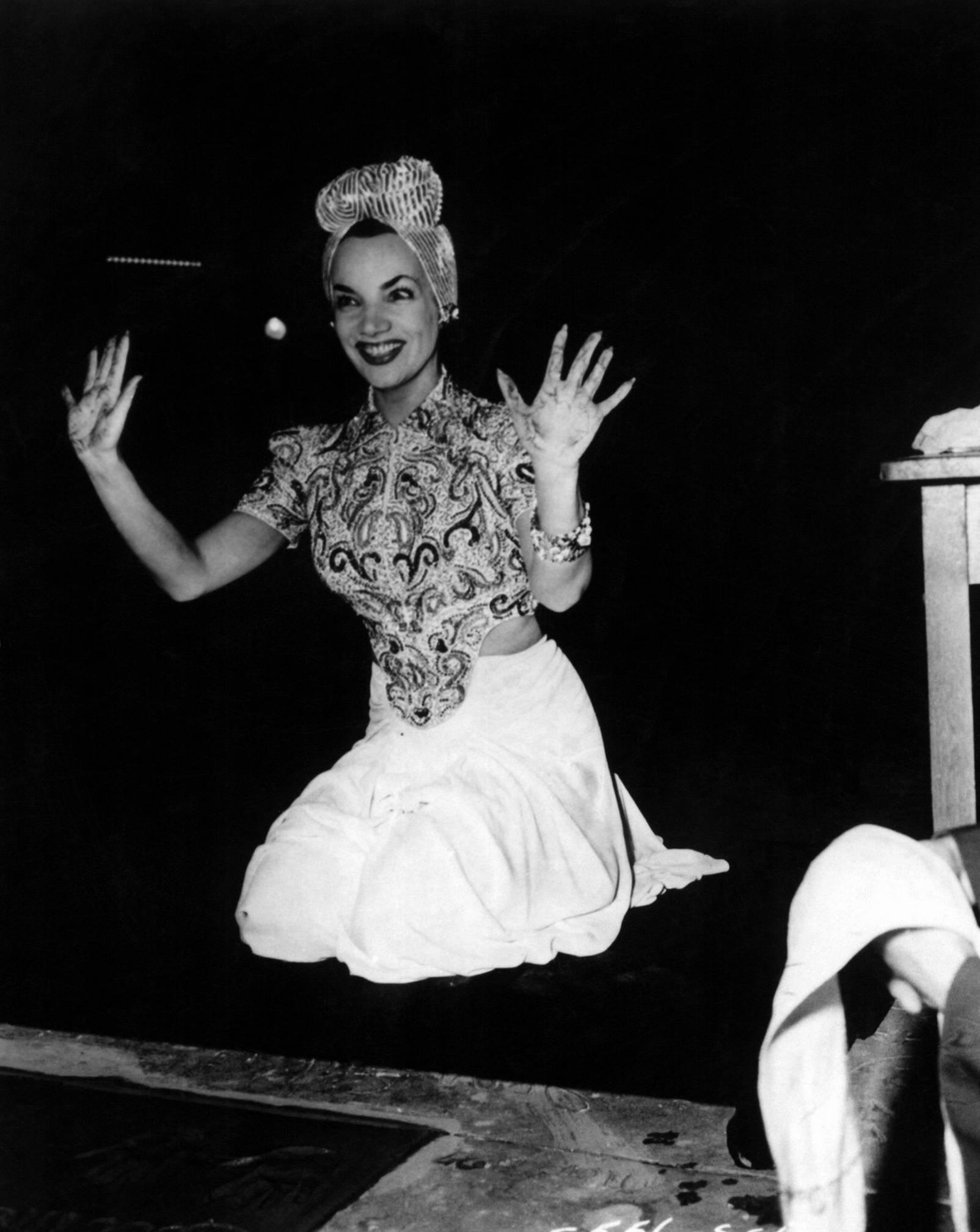
1941: Carmen Miranda se eterniza na Calçada da Fama

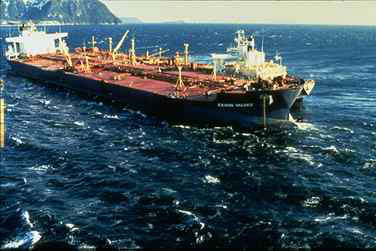
1989: O Exxon Valdez

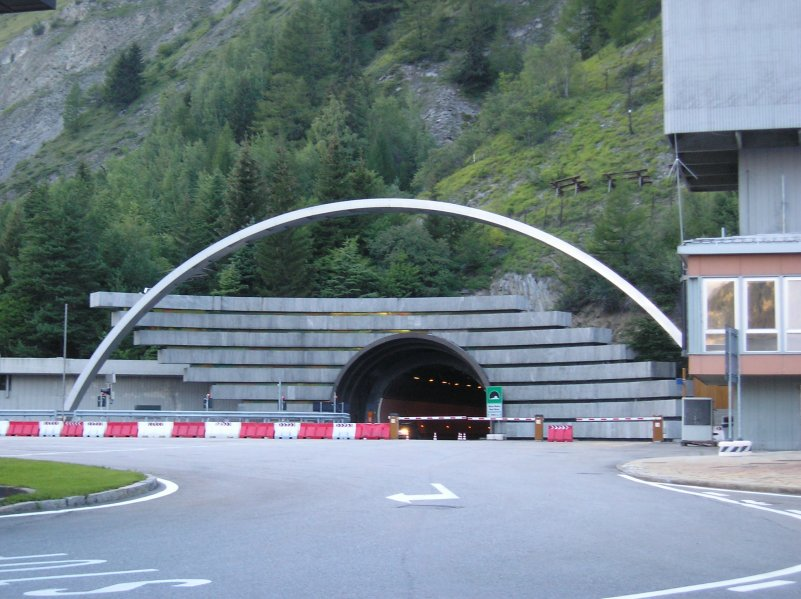
1999: Incêndio no Túnel do Monte Branco

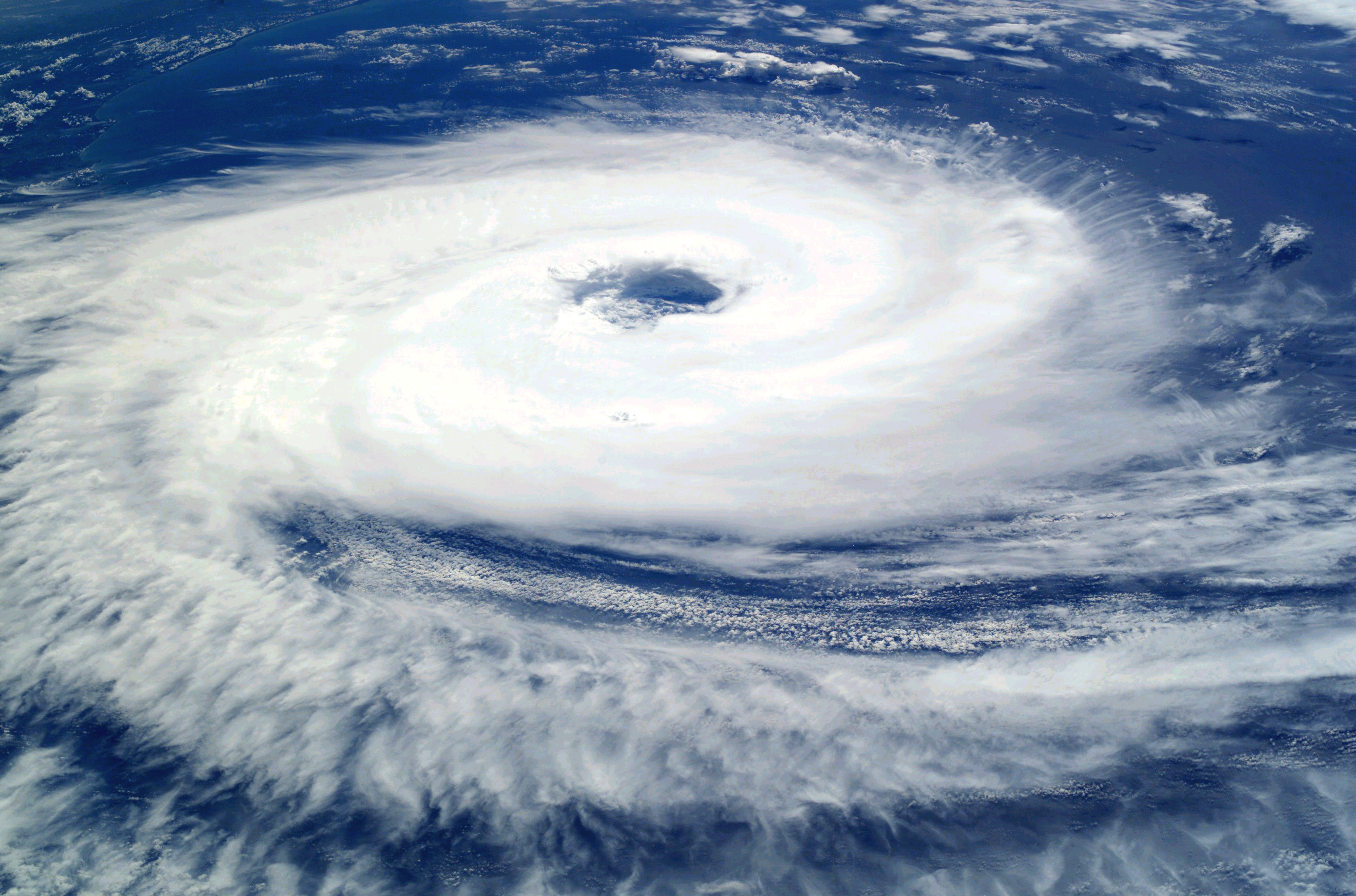
2004: O furacão Catarina próximo da costa sul do Brasil

- 1199 — O rei Ricardo I da Inglaterra é ferido por uma flecha de besta enquanto lutava na França, levando à sua morte em 6 de abril.[1]
- 1401 — O imperador turco-mongol Timur saqueia Damasco.[2]
- 1603
  - Jaime VI da Escócia torna-se Jaime I da Inglaterra e da Irlanda, após a morte de Isabel I.
  - Tokugawa Ieyasu recebe o título de xogum do imperador Go-Yozei, e funda o xogunato Tokugawa em Edo, Japão.
- 1663 — Carlos II da Inglaterra cria a Província da Carolina e a divide entre oito diferentes proprietários, em recompensa por suas ajudas na restauração de Carlos ao trono.
- 1707 — O Tratado de União de 1707 é assinado, unindo oficialmente os Reinos e Parlamentos da Inglaterra e Escócia para criar o Reino da Grã-Bretanha.
- 1721 — Johann Sebastian Bach dedicou seis concertos ao marquês Cristiano Luís de Brandemburgo-Schwedt, hoje comumente chamado de Concertos de Brandemburgo.[3]
- 1794 — Em Cracóvia, Tadeusz Kościuszko anuncia uma revolta geral contra o Império Russo e o Reino da Prússia, e assume os poderes de Comandante em Chefe de todas as forças polonesas.
- 1829 — Emancipação Católica: o Parlamento do Reino Unido aprova o Ato de Ajuda Católica, permitindo que os católicos ocupem assentos no Parlamento.
- 1854 — O presidente José Gregorio Monagas abole a escravidão na Venezuela.
- 1860 — Incidente Sakuradamon: assassinato do ministro-chefe japonês (Tairō) Ii Naosuke por ronins (samurais sem um mestre).
- 1882 — Robert Koch anuncia a descoberta da Mycobacterium tuberculosis, a bactéria responsável pela tuberculose.
- 1896 — A. S. Popov faz a primeira transmissão de sinal de rádio da história.
- 1900 — A Carnegie Steel Company é formada em Nova Jersey; Sua capitalização de US$ 160 milhões é a maior até o momento.[4]
- 1918 — Guerra civil finlandesa: início do cerco a Tampere pela Guarda branca.
- 1923 — A Grécia torna-se uma república.
- 1927 — Incidente de Nanquim: Navios de guerra estrangeiros bombardeiam Nanjing, China, em defesa dos cidadãos estrangeiros dentro da cidade.
- 1928 — Assinado o Tratado Salomón-Lozano pondo fim a um litígio territorial de quase um século entre a Colômbia e o Peru.
- 1933 — Aprovada a Lei de Concessão de Plenos Poderes no Reichstag.
- 1934 — A Lei Tydings–McDuffie é aprovada pelo Congresso dos Estados Unidos, permitindo que as Filipinas se tornem uma comunidade autônoma.[5]
- 1939 — Ocorre o golpe de Liechtenstein de 1939; Cerca de 40 membros da VBDL a partir de Nendeln marcham em direção a Vaduz com a intenção de derrubar o governo e provocar a anexação do Liechtenstein à Alemanha.[6]
- 1941 — Carmen Miranda se consagra ao ser a primeira e única artista do Brasil a deixar suas impressões das mãos e plataformas na "Calçada da Fama" do Chinese Theatre.
- 1944 — Segunda Guerra Mundial: em um evento posteriormente dramatizado no filme The Great Escape, 76 prisioneiros de guerra aliados começam a fugir do campo alemão Stalag Luft III.
- 1965 — A sonda lunar Ranger 9 da NASA, atinge a superfície da Lua e envia fotografias de boa resolução durante os minutos finais do voo, até o momento do impacto.
- 1969 — A capital do Brasil foi transferida para Curitiba, por ter sido uma das cidades que mais apoiaram a ditadura militar então vigente, entre os dias 24 e 27 de março.
- 1972 — O governo direto é imposto à Irlanda do Norte pelo governo do Reino Unido sob Edward Heath.
- 1976 — As Forças Armadas da Argentina dão um golpe de Estado e depõem a presidente Isabelita Perón, iniciando o Processo de Reorganização Nacional.
- 1977 — Morarji Desai torna-se o primeiro-ministro da Índia, o primeiro primeiro-ministro a não pertencer ao Congresso Nacional Indiano.[7]
- 1980 — O arcebispo Óscar Romero é morto enquanto celebrava a missa em San Salvador.
- 1982 — O presidente de Bangladesh, Abdus Sattar, é deposto em um golpe sem sangue liderado pelo chefe do Exército, tenente-general Hussain Muhammad Ershad, que suspende a Constituição e impõe a lei marcial.[8]
- 1989 — O navio superpetroleiro Exxon Valdez deixa escapar 240 000 barris (42 000 m³) de petróleo depois de encalhar no estreito Prince William, Alasca, imergindo em óleo praticamente toda a fauna da região.
- 1990 — A intervenção indiana na Guerra Civil do Sri Lanka termina com o último navio da Força Indiana de Manutenção da Paz deixando o Sri Lanka.[9]
- 1991 — Ayrton Senna vence pela primeira vez o Grande Prêmio do Brasil de Fórmula 1.
- 1992 — O município de Candiota emancipou-se dos municípios de Bagé e Pinheiro Machado.[10]
- 1993 — Descoberta do cometa Shoemaker-Levy 9.
- 1998 — Um tornado varre Dantan, na Índia, matando 250 pessoas e ferindo outras 3 000.[11]
- 1999
  - Incêndio no Túnel do Monte Branco mata 39 pessoas.
  - Guerra do Kosovo: a Organização do Tratado do Atlântico Norte inicia o bombardeio aéreo contra a Iugoslávia, sendo esta a primeira vez em que a OTAN/NATO ataca um país soberano.
- 2003 — A Liga Árabe vota 21-1 a favor da resolução que ordena a imediata e incondicional remoção dos soldados dos Estados Unidos e das Forças Armadas do Reino Unido do Iraque.
- 2004 — Formação do primeiro furacão de que se tem notícia no sul do Oceano Atlântico, denominado Catarina, deixa em alerta a população dos estados de Santa Catarina e Rio Grande do Sul na região Sul do Brasil.
- 2006 — O Papa Bento XVI realiza o Consistório Ordinário Público de 2006, criando quinze novos cardeais.
- 2008 — O Butão torna-se oficialmente uma democracia, com suas primeiras eleições gerais.
- 2015 — O voo Germanwings 9525 cai nos Alpes franceses matando todas as 150 pessoas a bordo.
- 2018 — Estudantes nos Estados Unidos organizam a Marcha pelas Nossas Vidas exigindo controle de armas em resposta ao tiroteio na Stoneman Douglas High School.
- 2020 — Pela primeira vez na história, os Jogos Olímpicos de Verão são adiados em um ano devido à pandemia de COVID-19.
- 2024 — A Polícia Federal do Brasil prende o deputado federal Chiquinho Brazão, o conselheiro do Tribunal de Contas do Estado do Rio de Janeiro, Domingos Brazão, e o policial Rivaldo Barbosa, apontados como mandantes do assassinato de Marielle Franco.

## Nascimentos

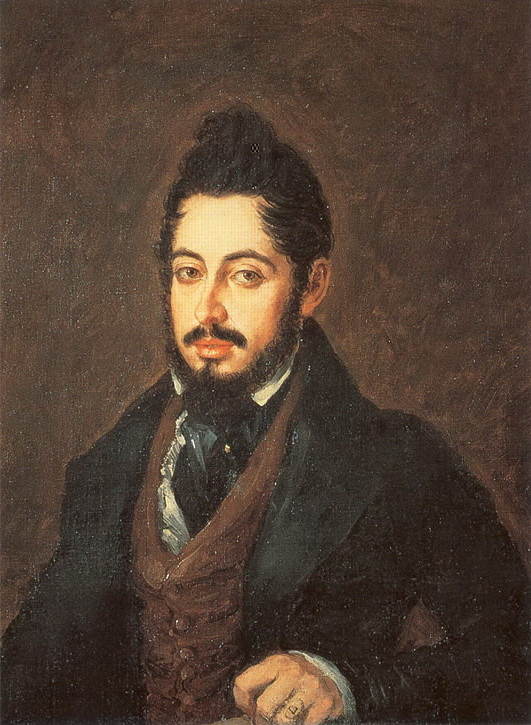
Mariano José de Larra

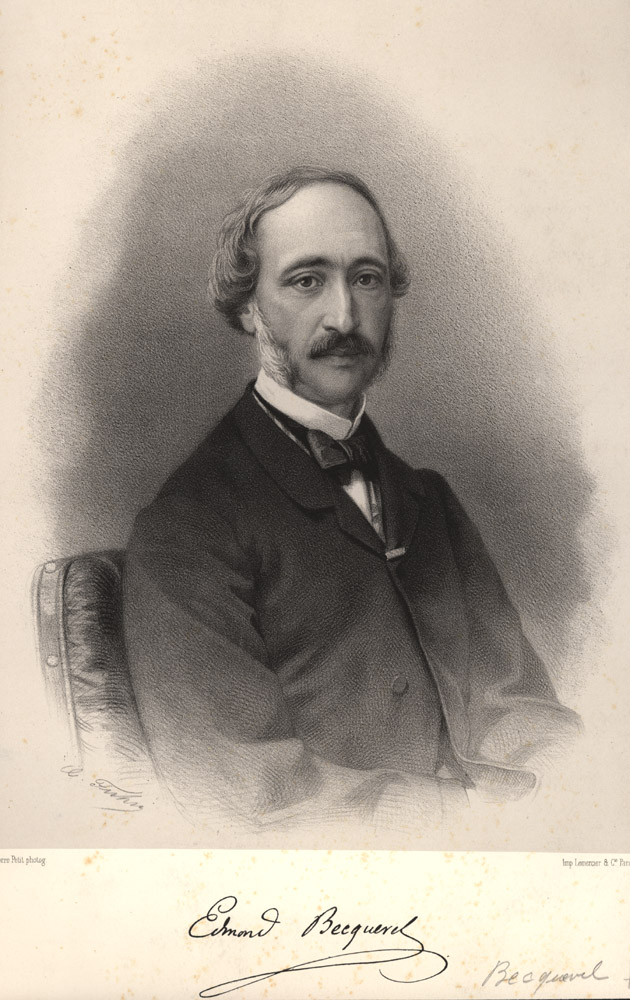
Alexandre Edmond Becquerel

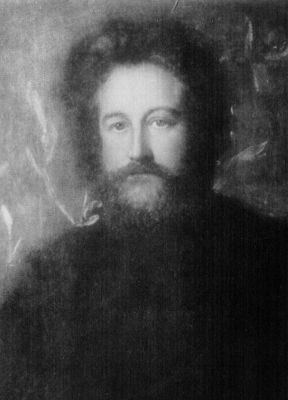
William Morris

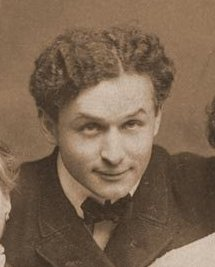
Harry Houdini

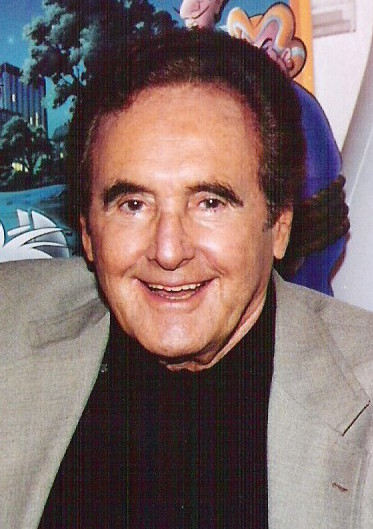
Joseph Barbera

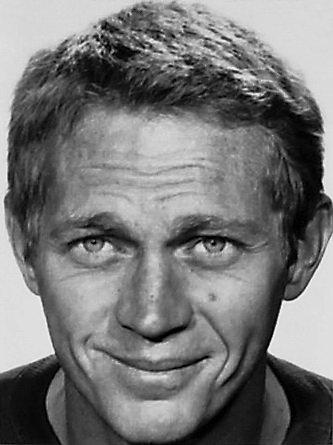
Steve McQueen

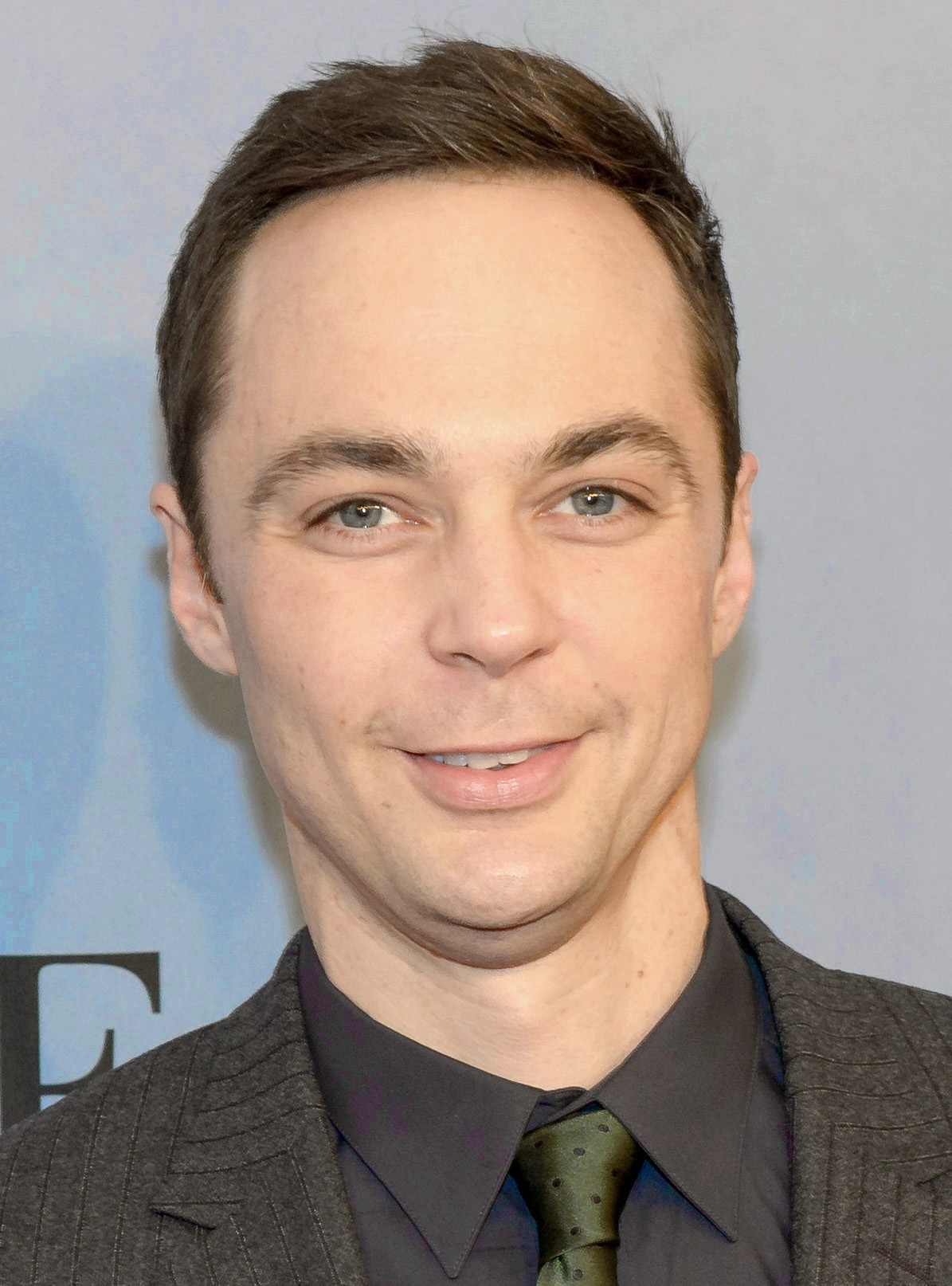
Jim Parsons

### Anteriores ao século XIX
- 1103 — Yue Fei, general chinês (m. 1142).
- 1441 — Ernesto, Eleitor da Saxônia (m. 1486).
- 1494 — Geórgio Agrícola, mineralogista e estudioso alemão (m. 1555).
- 1607 — Michiel de Ruyter, almirante neerlandês (m. 1667).
- 1628 — Sofia Amália de Brunsvique-Luneburgo (m. 1685).
- 1657 — Arai Hakuseki, acadêmico e político japonês (m. 1725).
- 1683 — Tomás Teles da Silva, nobre português (m. 1762).
- 1725 — Thomas Cushing, advogado e político americano (m. 1788).
- 1754 — Joel Barlow, poeta e diplomata americano e político francês (m. 1812).
- 1755 — Rufus King, advogado e político americano (m. 1827).
- 1761 — Charles Abbot, botânico e entomólogo britânico (m. 1817).
- 1762 — Marcos Portugal, organista e compositor português (m. 1830).
- 1774 — Jean Loiseleur-Deslongchamps, médico e botânico francês (m. 1849).
- 1795 — Francisco de Paula Pessoa, militar e político brasileiro (m. 1879).
- 1796 — Zulma Carraud, escritora francesa (m. 1889).

### Século XIX
- 1803 — Egerton Ryerson, pastor, educador e político canadense (m. 1882).
- 1808 — Maria Malibran, soprano hispano-francesa (m. 1836).
- 1809
  - Mariano José de Larra, jornalista e escritor espanhol (m. 1837).
  - Joseph Liouville, matemático e acadêmico francês (m. 1882).
- 1817 — Fritz von Dardel, pintor sueco (m. 1901).
- 1818 — Ottokar Doerffel, político brasileiro (m. 1906).
- 1820
  - Fanny Crosby, compositora e poetisa estado-unidense (m. 1915).
  - Alexandre Edmond Becquerel, físico e acadêmico francês (m. 1891).
- 1823 — Thomas Spencer Baynes, filósofo e crítico britânico (m. 1887).
- 1826 — Matilda Joslyn Gage, ativista e escritora estado-unidense (m. 1898).
- 1829 — Ignacio Zaragoza, militar mexicano (m. 1862).
- 1834
  - William Morris, designer têxtil, poeta e escritor britânico (m. 1896).
  - John Wesley Powell, militar, geólogo e explorador americano (m. 1902).
- 1835 — Josef Stefan, físico, matemático e poeta austríaco (m. 1893).
- 1837 — Filipe, conde de Flandres (m. 1905).
- 1843 — Édouard Marie Heckel, médico e botânico francês (m. 1916).
- 1844 — Padre Cícero, religioso e político brasileiro (m. 1934).
- 1849 — Peixoto Gomide, político brasileiro (m. 1906).
- 1855
  - Andrew W. Mellon, banqueiro, financista e diplomata americano (m. 1937).
  - Olive Schreiner, escritora e ativista sul-africana (m. 1920).
- 1872 — Walther Reinhardt, militar alemão (m. 1930).
- 1873
  - Édouard Claparède, neurologista e psicólogo suíço (m. 1940).
  - Francisco de Paula Borba, médico português (m. 1934).
- 1874
  - Harry Houdini, mágico e ator húngaro-americano (m. 1926).
  - Luigi Einaudi, economista e político italiano (m. 1961).
- 1875 — William Burns, jogador de lacrosse canadense (m. 1953).
- 1882 — Marcel Lalu, ginasta francês (m. 1951).
- 1884
  - Peter Debye, físico e químico neerlandês-americano, ganhador do Prêmio Nobel (m. 1966).
  - Eugène Tisserant, cardeal francês (m. 1972).
- 1885 — Charles Daniels, nadador americano (m. 1973).
- 1886 — Edward Weston, fotógrafo estado-unidense (m. 1958).
- 1887
  - Roscoe Arbuckle, ator, diretor e roteirista americano (m. 1933).
  - Fatty Arbuckle, comediante, diretor e roteirista estado-unidense (m. 1933).
  - Helge Auleb, militar alemão (m. 1964).
- 1889
  - Albert Hill, corredor anglo-canadense (m. 1969).
  - Alexia Bryn, patinadora artística norueguesa (m. 1983).
  - Olegário Mariano, poeta, político e diplomata brasileiro (m. 1958).
- 1891 — Sergei Vavilov, físico e acadêmico russo (m. 1951).
- 1892 — Marston Morse, matemático e acadêmico estado-unidense (m. 1977).
- 1893
  - Walter Baade, astrônomo e escritor alemão (m. 1960).
  - Emmy Göring, atriz e cantora de ópera alemã (m. 1973).
- 1896 — Stefan Rosenbauer, fotógrafo e esgrimista teuto-brasileiro (m. 1967).
- 1897
  - Godofredo de Hohenlohe-Langemburgo (m. 1960).
  - Wilhelm Reich, psicoterapeuta e acadêmico austríaco-americano (m. 1957).

### Século XX

#### 1901–1950
- 1901 — Ub Iwerks, animador, diretor e produtor americano (m. 1971).
- 1902 — Thomas E. Dewey, advogado e político americano (m. 1971).
- 1903
  - Adolf Butenandt, bioquímico e acadêmico alemão, ganhador do Prêmio Nobel (m. 1995).
  - Malcolm Muggeridge, jornalista, escritor e acadêmico britânico (m. 1990).
- 1904 — Estanislau de Figueiredo Pamplona, futebolista brasileiro (m. 1973).
- 1907 — Arso Jovanović, general e guerrilheiro montenegrino (m. 1948).
- 1909
  - Clyde Barrow, criminoso estado-unidense (m. 1934).
  - Richard Wurmbrand, pastor e evangelista romeno (m. 2001).
  - Adalbert Deșu, futebolista romeno (m. 1937).
- 1910 — Richard Conte, ator, cantor e diretor estado-unidense (m. 1975).
- 1911 — Joseph Barbera, animador, diretor e produtor americano (m. 2006).
- 1912
  - Dorothy Height, educadora e ativista estado-unidense (m. 2010).
  - Sidney Fox, bioquímico norte-americano (m. 1998).
- 1915 — Eugène Martin, automobilista francês (m. 2006).
- 1916
  - Donald Hamilton, militar e escritor sueco-americano (m. 2006).
  - Francesco Antonio Gallotti, pintor e escultor brasileiro (m. 1983).
  - Harry Blackmore Whittington, paleontólogo e acadêmico britânico (m. 2010).
- 1917 — John Kendrew, bioquímico e cristalógrafo britânico, ganhador do Prêmio Nobel (m. 1997).
- 1919
  - Lawrence Ferlinghetti, poeta e editor americano (m. 2021).
  - Robert Heilbroner, economista e historiador americano (m. 2005).
  - Correia Dias, futebolista português (m. ?).
- 1921 — Vasily Smyslov, enxadrista russo (m. 2010).
- 1922
  - Miguel Gustavo, compositor, radialista e poeta brasileiro (m. 1972).
  - Onna White, dançarina e coreógrafa canadense (m. 2005).
- 1923 — Brian Naylor, automobilista britânico (m. 1989).
- 1926
  - Desmond Connell, cardeal irlandês (m. 2017).
  - Dario Fo, dramaturgo, ator, diretor e compositor italiano, ganhador do Prêmio Nobel (m. 2016).
  - William Porter, atleta americano (m. 2000).
- 1930
  - Kenneth Nelson, ator norte-americano (m. 1993).
  - Steve McQueen, ator, automobilista e produtor estado-unidense (m. 1980).
  - David Dacko, político centro-africano (m. 2003).
- 1932
  - Paul Singer, economista brasileiro (m. 2018).
  - Lodewijk van den Berg, engenheiro e astronauta estado-unidense (m. 2022).
- 1933
  - Lee Mendelson, produtor de televisão americano (m. 2019).
  - Philomena Lee, ativista irlandesa.
- 1935
  - Peret, cantor, compositor e músico espanhol (m. 2014).
  - Carol Kaye, musicista estado-unidense.
- 1936 — Alex Olmedo, tenista peruano (m. 2020).
- 1937 — Moysés Blás, ex-jogador de basquete brasileiro.
- 1938
  - David Irving, historiador e escritor britânico.
  - Ellen de Lima, cantora brasileira.
- 1939 — Bob Mackie, estilista e figurinista americano.
- 1942
  - Roberto Lavagna, economista argentino.
  - Zéllo Visconti, artista plástico brasileiro.
  - Carlos Cruz, jornalista e apresentador de televisão português.
  - Ján Zlocha, futebolista eslovaco (m. 2013).
- 1944
  - Vojislav Koštunica, acadêmico e político sérvio.
  - Albano Reis, político brasileiro (m. 2004).
  - Steve Jones, biólogo britânico.
  - R. Lee Ermey, ator e militar estado-unidense (m. 2018).
  - Don Manzullo, político estado-unidense.
- 1945
  - Robert T. Bakker, paleontólogo e acadêmico americano.
  - Curtis Hanson, diretor, produtor e roteirista estado-unidense (m. 2016).
  - Ola Håkansson, cantor, produtor musical e compositor sueco.
  - Patrick Malahide, ator e roteirista britânico.
- 1946
  - Klaus Dinger, guitarrista e compositor alemão (m. 2008).
  - Kitty O'Neil, dublê americana (m. 2018).
- 1947
  - Christine Gregoire, advogada e política americana.
  - Meiko Kaji, atriz e cantora japonesa.
  - Roberto Mangabeira Unger, jurista brasileiro.
- 1948
  - Jerzy Kukuczka, montanhista polonês (m. 1989).
  - Shraga Bar, ex-futebolista israelense.
  - Delio Onnis, ex-futebolista e treinador de futebol argentino.
  - Volker Finke, ex-futebolista e treinador de futebol alemão.
- 1949
  - Ruud Krol, ex-futebolista e treinador de futebol neerlandês.
  - Nick Lowe, cantor, compositor e produtor musical britânico.
  - Tabitha King, escritora e poetisa estado-unidense.
  - Ranil Wickremesinghe, advogado e político cingalês.
  - Helmut Kremers, ex-futebolista alemão.

#### 1951–2000
- 1951 • Tommy Hilfiger, estilista americano.
- 1952 • Quim Monzó, escritor espanhol.
- 1954
  - Robert Carradine, ator estado-unidense.
  - Franz Oberacher, ex-futebolista austríaco.
  - Rafael Orozco Maestre, cantor e compositor colombiano (m. 1992).
- 1955 • Celâl Şengör, geólogo turco.
- 1956
  - Steve Ballmer, empresário estado-unidense.
  - Rui Pereira, político português.
  - Peter Shumlin, político norte-americano.
  - Włodzimierz Ciołek, ex-futebolista polonês.
- 1957
  - Scott Horowitz, ex-astronauta estado-unidense.
  - Pierre Harvey, ex-ciclista e esquiador canadense.
  - Rodolfo Landim, engenheiro, empresário e dirigente esportivo brasileiro.
- 1958 — Mike Woodson, ex-jogador e treinador de basquete americano.
- 1959 — Renaldo Nehemiah, ex-atleta e ex-jogador de futebol americano estado-unidense.
- 1960
  - Nena, cantora, compositora e atriz alemã.
  - Kelly LeBrock, atriz e modelo anglo-americana.
  - Yasser Seirawan, enxadrista estado-unidense.
- 1961 — Yanis Varoufakis, economista e político grego.
- 1962
  - Márcio Fernandes, treinador de futebol brasileiro.
  - Euda Lidia Cavalcante Luther, tradutora, intérprete e consultora brasileira.
  - Rita Kleinstein, cantora e atriz israelense.
- 1963
  - Vadim Tishchenko, futebolista e treinador de futebol ucraniano (m. 2015).
  - Lars Elstrup, ex-futebolista dinamarquês.
  - Raimond van der Gouw, ex-futebolista e treinador de futebol neerlandês.
- 1964
  - Paulinho Carioca, ex-futebolista brasileiro.
  - Steve Souza, cantor norte-americano.
- 1965
  - Mark Calaway (The Undertaker), wrestler estado-unidense.
  - Peter Jacobson, ator estado-unidense.
  - Roberto Kovalick, jornalista brasileiro.
  - Marián Vajda, ex-tenista eslovaco.
- 1968 — Minarti Timur, jogadora de badminton indonésia.
- 1969
  - Luís Oliveira, ex-futebolista e treinador de futebol belgo-brasileiro.
  - José Luis Oltra, ex-futebolista e treinador de futebol espanhol.
  - Maria Benvinda Levy, política e jurista moçambicana.
  - Janelson Carvalho, ex-jogador de vôlei brasileiro.
  - Ilir Meta, diplomata e político albanês.
- 1970
  - Sharon Corr, musicista irlandesa.
  - Lara Flynn Boyle, atriz estado-unidense.
  - Konstantin Ushakov, ex-jogador de vôlei russo.
- 1971
  - Megyn Price, atriz estado-unidense.
  - Masao Azuma, motociclista japonês.
- 1972
  - Kika Kalache, atriz brasileira.
  - Christophe Dugarry, ex-futebolista francês.
  - Ibrahim Tankary, ex-futebolista nigerino.
- 1973
  - Debbie Parris-Thymes, ex-velocista jamaicana.
  - Fernandinho, cantor brasileiro.
  - Marcelo Delgado, ex-futebolista argentino.
  - Jacek Bąk, ex-futebolista polonês.
  - Jim Parsons, ator estado-unidense.
  - Steve Corica, ex-futebolista e treinador de futebol australiano.
- 1974
  - Alyson Hannigan, atriz estado-unidense.
  - Jacob Lekgetho, futebolista sul-africano (m. 2008).
  - Chad Butler, músico neerlandês.
  - Sergei Klyugin, ex-atleta de salto em altura russo.
- 1975
  - Davor Vugrinec, ex-futebolista croata.
  - Fabrizio Gollin, ex-automobilista italiano.
  - Brennan Elliott, ator canadense.
  - Frédérique Bel, atriz e modelo francesa.
  - Thomas Johansson, ex-tenista sueco-monegasco.
- 1976
  - Peyton Manning, ex-jogador de futebol americano estado-unidense.
  - Aliou Cissé, ex-futebolista e treinador de futebol senegalês.
- 1977
  - Vsevolod Romanenko, ex-futebolista ucraniano.
  - César "El Tigre" Ramírez, ex-futebolista paraguaio.
  - Jessica Chastain, atriz estado-unidense.
  - Ditmir Bushati, político albanês.
- 1978
  - Tomáš Ujfaluši, ex-futebolista e dirigente esportivo tcheco.
  - Amanda Brugel, atriz canadense.
- 1979
  - Jud Tylor, atriz canadense.
  - Tony Bedeau, futebolista granadino (m. 2025).
  - Lake Bell, atriz, diretora e roteirista estado-unidense.
  - Bibiana Steinhaus, ex-árbitra de futebol alemã.
- 1980
  - Marek Wójcik, político polonês.
  - Marcelo Ramiro Camacho, ex-futebolista brasileiro.
- 1981
  - Alex Afonso, ex-futebolista brasileiro.
  - Gary Paffett, automobilista britânico.
  - Fernando Caruso, ator, diretor, humorista e músico brasileiro.
- 1982
  - Epico, lutador porto-riquenho.
  - James Napier, ator e cantor neozelandês.
  - Fernanda Castillo, cantora e atriz mexicana.
  - Jack Swagger, wrestler estado-unidense.
  - Xand Avião, cantor brasileiro.
  - César Menotti, cantor brasileiro.
- 1983
  - Karim Saidi, ex-futebolista tunisiano.
  - Alexei Eremenko, ex-futebolista russo.
  - T. J. Ford, ex-jogador de basquete estado-unidense.
  - Josh Neer, lutador estado-unidense.
- 1984
  - Philipp Petzschner, ex-tenista alemão.
  - Benoît Assou-Ekotto, ex-futebolista camaronês.
  - Ifeanyi Emeghara, ex-futebolista nigeriano.
  - Jungo Fujimoto, ex-futebolista japonês.
  - Daniel Serra, automobilista brasileiro.
  - Rafael, futebolista brasileiro.
  - Chris Bosh, ex-jogador de basquete estado-unidense.
  - Park Bom, cantora sul-coreana.
- 1985
  - Frederico Gil, tenista português.
  - Jeremy Kissner, ator estado-unidense.
  - Nicolae Mitea, ex-futebolista romeno.
  - Lana, lutadora estado-unidense.
  - Ayase Haruka, atriz e cantora japonesa.
  - Gabriel Achilier, futebolista equatoriano.
- 1986
  - Ivan Artipoli, ex-futebolista italiano.
  - Pan Pierre Koulibaly, ex-futebolista burquinês.
  - Paul Koulibaly, ex-futebolista burquinês.
  - Kohei Hirate, automobilista japonês.
  - Nathalia Dill, atriz brasileira.
  - Dez Giraldi, ex-futebolista australiano.
- 1987
  - Ramires, ex-futebolista brasileiro.
  - María Valverde, atriz espanhola.
  - Hao Junmin, futebolista chinês.
- 1988
  - Finn Jones, ator britânico.
  - Christian Santos, futebolista venezuelano.
  - Housain Al-Mogahwi, futebolista saudita.
  - Jean-Guillaume Béatrix, biatleta francês.
- 1989
  - Thiago Carleto, ex-futebolista brasileiro.
  - Andriy Fartushnyak, ex-futebolista ucraniano.
  - Lindita, cantora kosovar.
  - Aziz Shavershian, modelo e fisiculturista russo (m. 2011).
  - Andrey Semyonov, futebolista russo.
- 1990
  - Fatkhullo Fatkhuloev, futebolista tadjique.
  - Keisha Castle-Hughes, atriz australiano-neozelandesa.
  - Lacey Evans, lutadora americana.
  - Billy Ketkeophomphone, futebolista francês.
  - Dominique Provost-Chalkley, atriz britânica.
  - Levan Mchedlidze, futebolista georgiano.
- 1992 — Felice Natalino, ex-futebolista italiano.
- 1993
  - Guillermo Varela, futebolista uruguaio.
  - Gustavo Henrique, futebolista brasileiro.
  - Mackenzie Dern, lutadora norte-americana de artes marciais mistas.
  - Diego Rolán, futebolista uruguaio.
- 1994
  - Giulia Steingruber, ex-ginasta suíça.
  - Lenny Nangis, futebolista francês.
  - Leonardo Demétrio, jogador de basquete brasileiro.
- 1995
  - Álex Remiro, futebolista espanhol.
  - Núrio Fortuna, futebolista angolano.
- 1996
  - Valentino Lazaro, futebolista austríaco.
  - Orbelín Pineda, futebolista mexicano.
  - Shinnosuke Nakatani, futebolista japonês.
- 1997
  - Bruno Baptista, automobilista brasileiro.
  - Mina Myoi, cantora e dançarina japonesa.
- 1999
  - Orochi, rapper brasileiro.
  - Somon Makhmadbekov, judoca tajique.
- 2000
  - Duane Washington, jogador de basquete alemão.
  - Benjamín Rollheiser, futebolista argentino.

### Século XXI
- 2001
  - William Saliba, futebolista francês.
  - Clara Burel, tenista francesa.
- 2004
  - Gonzalo García, futebolista espanhol.
  - Chayatorn Trairattanapradit, ator, baterista, beatboxer, cantor, compositor, dançarino e produtor musical tailandês.

## Mortes

### Anteriores ao século XIX
- 0809 — Harune Arraxide, califa abássida (n. 763).
- 1275 — Beatriz de Inglaterra, princesa da Inglaterra (n. 1242).
- 1381 — Catarina de Vadstena, santa sueca (n. 1332).
- 1394 — Constança de Castela, duquesa de Lencastre (n. 1354).
- 1455 — Papa Nicolau V (n. 1397).
- 1571 — Bartolomeo Maranta, médico e botânico italiano (n. 1500).
- 1575 — Yosef Karo, rabino e escritor hispano-português (n. 1488).
- 1603 — Isabel I da Inglaterra (n. 1533).
- 1654 — Samuel Scheidt, organista e compositor alemão (n. 1587).
- 1684 — Pieter de Hooch, pintor neerlandês (n. 1629).
- 1718 — Louise-Geneviève Gillot de Saintonge, escritora e libretista francesa (n. 1650).
- 1773 — Philip Stanhope, 4.º Conde de Chesterfield, estadista britânico (n. 1694).
- 1776 — John Harrison, relojoeiro britânico (n. 1693).

### Século XIX
- 1805 — Aloísio I de Liechtenstein (n. 1759).
- 1809 — Luís de Vasconcelos e Sousa, 4.º Conde de Figueiró, nobre português (n. 1742).
- 1838 — Thomas Attwood, compositor e organista britânico (n. 1765).
- 1844 — Bertel Thorvaldsen, escultor dinamarquês (n. 1770).
- 1866
  - Joaquim Ferreira dos Santos, comerciante português (n. 1782).
  - Maria Amélia de Nápoles e Sicília, rainha francesa (n. 1782).
- 1875 — Amédée Achard, jornalista e romancista francês (n. 1814).
- 1877 — Walter Bagehot, empresário e ensaísta britânico (n. 1826).
- 1881 — Achille Ernest Oscar Joseph Delesse, geólogo e mineralogista francês (m. 1817).
- 1882 — Henry Wadsworth Longfellow, autor estado-unidense (n. 1807).
- 1883 — Viriato Figueira da Silva, músico e compositor brasileiro (n. 1851).
- 1900
  - Wilhelm Heinrich Waagen, geólogo e paleontólogo alemão (n. 1841).
  - João José de Almeida Couto, político brasileiro (n. 1812).

### Século XX
- 1901 — José Caetano de Lima, político brasileiro (n. 1821).
- 1903 — Sacramento Blake, médico e escritor brasileiro (n. 1827).
- 1905
  - Júlio Verne, romancista, poeta e dramaturgo francês (n. 1828).
  - Ezequiel de Paula Ramos, político brasileiro (n. 1842).
- 1915 — Margaret Lindsay Huggins, astrônoma anglo-irlandesa (n. 1848).
- 1916 — Enrique Granados, compositor e pianista espanhol (n. 1867).
- 1917 — Teotônio Freire, escritor e naturalista brasileiro (n. 1863).
- 1921 — James Gibbons, religioso estadunidense (n. 1834).
- 1927 — Isabel de Saxe-Altemburgo, nobre russa (n. 1865).
- 1928 — Mindaugas II da Lituânia (n. 1864).
- 1936 — Clodoaldo da Fonseca, militar e político brasileiro (n. 1860).
- 1940 — Édouard Branly, físico e acadêmico francês (n. 1844).
- 1944
  - Józef Ulma, agricultor polaco premiado como justo entre as nações (n. 1900).
  - Wiktoria Niemczak Ulma, doméstica polaca premiada como justa entre as nações (n. 1912).
  - Orde Wingate, general indo-britânico (n. 1903).
- 1946
  - Alexander Alekhine, enxadrista russo (n. 1892).
  - Carl Schuhmann, atleta alemão (n. 1869).
- 1948 — Sigrid Hjertén, pintora e ilustradora sueca (n. 1885).
- 1953 — Maria de Teck, rainha consorte do Reino Unido (n. 1867).
- 1956 — Edmund Taylor Whittaker, matemático e físico britânico (n. 1873).
- 1961 — Matthew A. Hunter, engenheiro estado-unidense (n. 1878).
- 1962 — Auguste Piccard, físico e explorador suíço (n. 1884).
- 1968 — Alice Guy Blaché, diretora, produtora e roteirista americana (n. 1873).
- 1971
  - Arne Jacobsen, arquiteto dinamarquês. (n. 1902).
  - Oswaldo Westphal, político brasileiro (n. 1908).
- 1976
  - Bernard Montgomery, marechal de campo britânico (n. 1887).
  - E. H. Shepard, artista e ilustrador britânico (n. 1879).
- 1980 — Óscar Romero, arcebispo salvadorenho (n. 1917).
- 1984
  - William Voltz, escritor alemão (n. 1938).
  - Manuel Fleitas Solich, ex-futebolista e treinador paraguaio (n. 1901).
- 1986 — Maurício Sirotsky Sobrinho, radialista e jornalista brasileiro (n. 1925).
- 1989 — Osvaldo Maia Penido, político brasileiro (n. 1908).
- 1991 — John Robert Kerr, advogado e político australiano (n. 1914).
- 1993
  - José dos Santos Ferreira, escritor macaense (n. 1919).
  - John Hersey, escritor e jornalista estado-unidense (n. 1914).
- 1995 — Joseph Needham, historiador e acadêmico britânico (n. 1900).
- 1997
  - Alípio Martins, cantor brasileiro (n. 1945).
  - Martin Caidin, escritor estado-unidense (n. 1927).
  - Walter Clark, produtor e executivo brasileiro (n. 1936).
- 1998 — António Ribeiro, religioso português (n. 1928).
- 1999
  - Gertrud Scholtz-Klink, política alemã (n. 1902).
  - Ladjane Bandeira, poetisa, artista plástica e escritora brasileira (n. 1927).
- 2000 — Marinho de Oliveira Franco, maestro e músico brasileiro (n. 1912).

### Século XXI
- 2002
  - César Milstein, bioquímico e acadêmico argentino-britânico, ganhador do Prêmio Nobel (n. 1927).
  - Bob Said, automobilista e bobsledder americano (n. 1932).
- 2003 — Hans Hermann Groër, cardeal austríaco (n. 1919).
- 2008
  - Neil Aspinall, executivo e produtor musical britânico (n. 1941).
  - Richard Widmark, ator estado-unidense (n. 1914).
- 2009 — Hans Klenk, automobilista alemão (n. 1919).
- 2010 — Robert Culp, ator americano (n. 1930).
- 2011 — Affonso Camargo Neto, engenheiro civil e político brasileiro (n. 1929).
- 2012 — João Mineiro, cantor brasileiro (n. 1935).
- 2013 — Gury Marchuk, físico, matemático e acadêmico russo (n. 1925).
- 2014 — Paulo Schroeber, guitarrista, produtor, compositor e professor musical brasileiro (n. 1973).
- 2016
  - Johan Cruijff, futebolista e treinador de futebol neerlandês (n. 1947).
  - Garry Shandling, comediante, ator e roteirista americano (n. 1949).
- 2018 — Lys Assia, cantora suíça (n. 1924).
- 2019 — Joseph Pilato, ator e dublador americano (n. 1949).
- 2020
  - Albert Uderzo, artista de quadrinhos francês (n. 1927).
  - Mariane Ebert, atriz, dançarina e coreógrafa brasileira (n. 1968).
  - Manu Dibango, músico e compositor camaronês (n. 1933).
- 2021 — Jessica Walter, atriz e dubladora americana (n. 1941).
- 2022 — Dagny Carlsson, blogueira e influenciadora sueca (n. 1912).

## Feriados e eventos cíclicos
- Dia Mundial da Tuberculose
- Dia da União dos Povos Latino-Americanos
- Dia do Estudante (Portugal)
- Dia Internacional para o Direito à Verdade sobre Violações Graves de Direitos Humanos e para a Dignidade das Vítimas

### Cristianismo
- Catarina da Suécia
- Maria Serafina Micheli
- Óscar Romero
- Partênio de Constantinopla
- Simão de Trento

## Outros calendários
- No calendário romano era o 9.º dia (IX) antes das calendas de abril.
- No calendário litúrgico tem a letra dominical F para o dia da semana.
- No calendário gregoriano a epacta do dia é vii.